# Йоанис Говедарос
Йоанис К. Говедарос (на гръцки: Ιωάννης Κ. Γκοβεδάρος) е гръцки революционер, член на революционната организация Неа Филики Етерия и водач на Четническото движение в Югозападна Македония в 1878 година.

## Биография
Говедарос е роден в Кожани, тогава в Османската империя. Четник на ВМОРО от Костурско на име Танас, разказва в 1906 година на Милан Матов, че е посещавал дома на Говедарос в Кожани, и че старите хора говорели още български. Става член на Неа Филики Етерия. При избухването на Гръцкото въстание в 1878 година на 18 февруари в планината Червена гора (Вуринос) е образувано „Привременно правителство на македонската провинция Елимия“, начело с Говедарос - председател, секретар Анастасиос Пихеон и военен ръководител на отряд от 500 души Йосиф Лятис. Главното му искане е отмяната на Санстефанския договор. Привременното правителство отправя апел до гръцкото правителство за присъединяване на кожанско-костурския район към Гърция.
Говедарос е два пъти кмет на Кожани в османската епоха.